# Грин (округ, Висконсин)
Округ Грин (англ. Green County) располагается в США, штате Висконсин. По состоянию на 2010 год, численность населения составляла 36 842 человек. Получил своё название в честь американского генерала Натаниэля Грина.

## География
По данным Бюро переписи США, общая площадь округа равняется 1513,8 км², из которых 1512,6 км² суша и 1,3 км² или 0,1 % это водоемы.

### Соседние округа
- Дейн (Висконсин) — север
- Рок (Висконсин) — восток
- Уиннебейго (Иллинойс) — юго-восток
- Стивенсон (Иллинойс) — юг
- Лафейетт (Висконсин) — запад
- Айова (Висконсин) — северо-запад

## Демография
По данным переписи населения 2000 года в округе проживает 33 647 жителей в составе 13 212 домашних хозяйств и 9 208 семей. Плотность населения составляет 22 человека на км². На территории округа насчитывается 13 878 жилых строений, при плотности застройки 9 строений на км². Расовый состав населения: белые — 98,14 %, афроамериканцы — 0,26 %, коренные американцы (индейцы) — 0,21 %, азиаты — 0,29 %, представители других рас — 0,36 %, представители двух или более рас — 0,75 %. 31,9 % населения округа имеют немецкое происхождение, 20,3 % — швейцарское, 14,9 % — норвежское, 6,7 % — ирландское, 5,7 % — английское и 5,5 % — американское. Англоязычные составляют 96,5 % населения, германоязычные — 2,0 %, испаноязычные составляли 1,1 % населения.
В составе 33,70 % из общего числа домашних хозяйств проживают дети в возрасте до 18 лет, 58,30 % домашних хозяйств представляют собой супружеские пары проживающие вместе, 7,50 % домашних хозяйств представляют собой одиноких женщин без супруга, 30,30 % домашних хозяйств не имеют отношения к семьям, 25,00 % домашних хозяйств состоят из одного человека, 11,20 % домашних хозяйств состоят из престарелых (65 лет и старше), проживающих в одиночестве. Средний размер домашнего хозяйства составляет 2,51 человека, и средний размер семьи 3,01 человека.
Возрастной состав округа: 26,50 % моложе 18 лет, 6,70 % от 18 до 24, 29,20 % от 25 до 44, 22,90 % от 45 до 64 и 14,70 % от 65 и старше. Средний возраст жителя округа 38 лет. На каждые 100 женщин приходится 96,90 мужчин. На каждые 100 женщин старше 18 лет приходится 94,20 мужчин.